# جوآن ولی
جوآن ولی (به انگلیسی: Joanne Whalley) یک بازیگر زن اهل انگلستان می‌باشد.

## زندگی خصوصی
وی در ۲۸ فوریه ۱۹۸۸ با وال کیلمر ازدواج و بعد از آن در فوریه ۱۹۹۶ طلاق گرفت.

## فیلم‌شناسی
- دیوار پینک فلوید (۱۹۸۲)
- رایلی، تک‌خال جاسوس‌ها (۱۹۸۳)
- پدر خوب (۱۹۸۵)
- ویلوو (۱۹۸۸)
- کشتن یک کشیش (۱۹۸۸)
- رسوایی (۱۹۸۹)
- مرد بزرگ (۱۹۹۰)
- مردی خوب در آفریقا (۱۹۹۴)
- گناهکار (۲۰۰۰)
- بازی کرد (۲۰۰۶)
- منحرف‌شده از مسیر (۲۰۰۹)
- تویکست (۲۰۱۱)
- پولس، حواری مسیح (۲۰۱۸)